# Food and Agricultural Immunology
Food and Agricultural Immunology, abgekürzt Food Agric. Immunol., ist eine wissenschaftliche Fachzeitschrift, die vom Taylor & Francis-Verlag veröffentlicht wird. Der erste Band der Zeitschrift erschien 1989. Es werden Arbeiten veröffentlicht, die sich mit der Anwendung immunologischer Arbeitstechniken in den Bereichen Lebensmittel-, Umwelt- und Agrarwissenschaften sowie Veterinärmedizin beschäftigen. Die Interaktion zwischen Lebensmittel und dem Immunsystem, wie zum Beispiel Lebensmittelallergien, aber auch Lebensmittelfälschungen sind häufige Themen in der Zeitschrift.
Seit 2017 wurden die Artikel open access also frei zugänglich gemacht.
Der Journal Impact Factor 2014 lag bei 2,568. Im Science Citation Index Expanded ist die Zeitschrift seit 1997 den Kategorien Toxikologie, Angewandte Chemie, Lebensmittelwissenschaft und -technologie und Immunologie zugeordnet. Nach der Statistik des ISI Web of Knowledge wurde das Journal 2014 in der Kategorie Angewandte Chemie an 44. Stelle von 70 Zeitschriften (3. Quartile), in der Kategorie Lebensmittelwissenschaft und -technologie an 70. Stelle von 123 Zeitschriften (3. Quartile), in der Kategorie Immunologie an 136. Stelle von 148 Zeitschriften (4. Quartile) und in der Kategorie Toxikologie an 77. Stelle von 87 Zeitschriften (4. Quartile) geführt.
Der Journal Impact Factor 2021 für Publikationen aus den Jahren 2019 und 2020 lag bei 3,286. Innerhalb der oben genannten Kategorien rangierte Food Agric. Immunol. in der zweiten oder dritten Quartile der analysierten Zeitschriften.